# Darwiniothamnus
Darwiniothamnus là một chi thực vật có hoa trong họ Cúc (Asteraceae).

## Loài
Chi Darwiniothamnus gồm các loài: